# Юліуш Стажинський

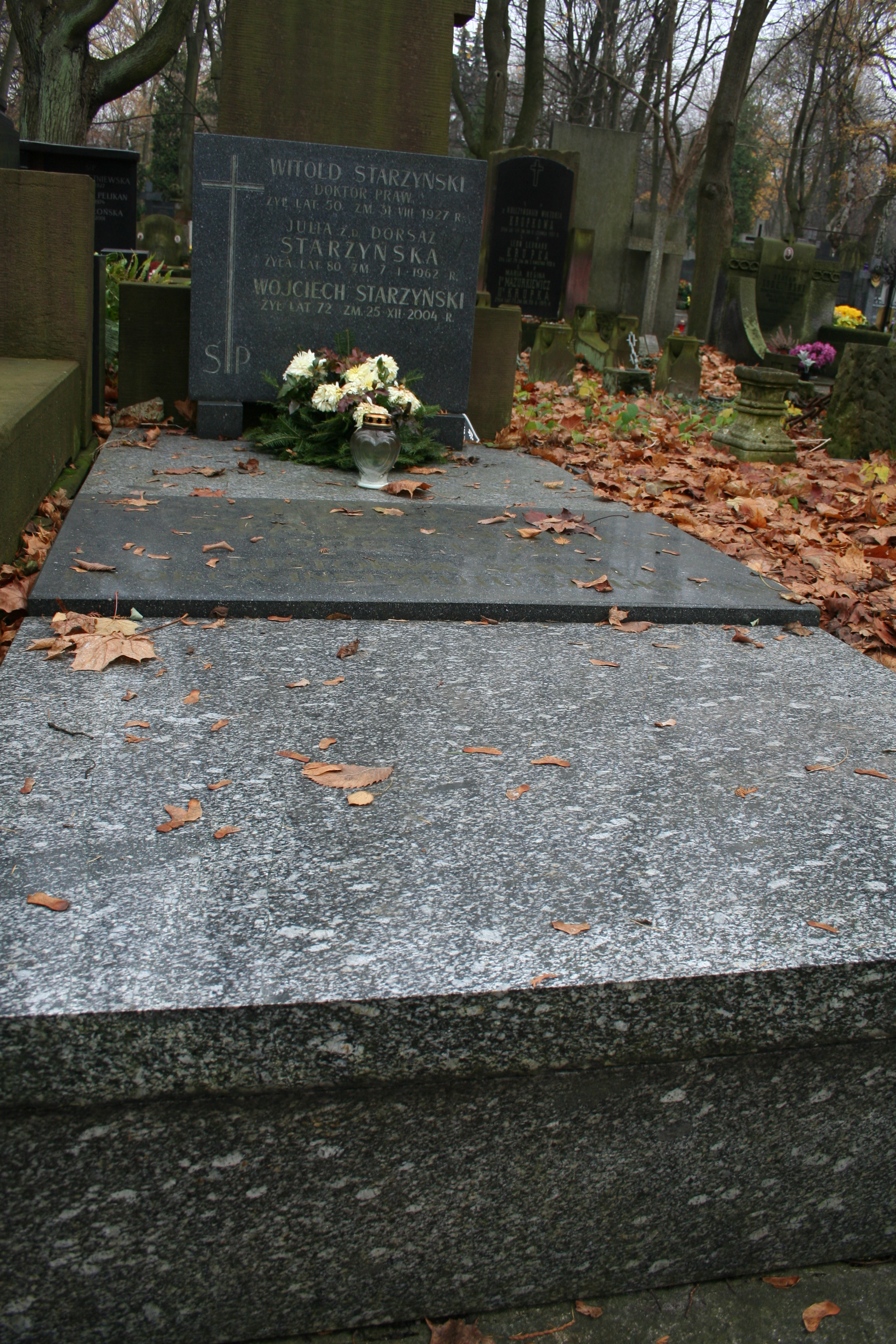
Могила Юліуша Стажиньського на Повонзківському кладовищі у Варшаві

Юліуш Станіслав Стажинський (пол. Juliusz Starzyński; 28 лютого 1906 Львів — 11 грудня 1974 Варшава) — польський історик мистецтва, мистецтвознавець, професор Варшавського університету, дійсний член Польської академії наук.

## Біографія
Під час Другої світової війни потрапив у полон до німців і був ув'язнений в таборі для військовополонених Oflag VII A Murnau, де як режисер створив табірний театр, автор постановок та перекладів п'єс.

### Наукова кар'єра
У 1949 році став професором Варшавського університету, а з 1952 року — членом-кореспондентом, з 1966 року — Реальним членом Польської академії наук. Публікував твори головним чином у галузі історії мистецтв XIX та XX століття та теорії мистецтва.

### Соціалістичний реалізм
На з'їзді художників у Неборуві у лютому 1949 року виступив із вступним документом, в якому визнав соціалістичний реалізм обов'язковим творчим методом. У той же час також приєднався до Польської об'єднаної робітничої партії . Віддавав перевагу монументальному, публічному мистецтву Феліцяна Щенсного Ковальського та Ксаверія Дуніковського, або синтетичній формі творів Тадеуша Кулісевича. Поєднав Мечислава Порембського з Академією образотворчих мистецтв у Варшаві, підтримав Урбановича та Кокошку. Його концепція «польського шляху до незалежності в мистецтві» посилалася на ідею «Блоку» і відповідала духу мистецтва 30-х років. Стажинський був покровителем групи «Білосток-фронт», яка разом з групою «реалістів» встановлювала концепцію соціалістичного реалізму.
Став комісаром польського павільйону на Венеціанській бієнале в 1954 році та комісаром польського відділу на міжнародній виставці в Москві (1958—1959). Всупереч його поглядам щодо винятковості соціалістичного реалізму, в Москві представив огляд усіх напрямків польського мистецтва, що спровокувало бурхливу критику радянських мистецтвознавців, внаслідок чого його усунули з дирекції Державного інституту мистецтв, а сам інститут був включений до складу Польської академії наук під назвою Інститут мистецтв Польської академії наук.
Був директором Державного інституту мистецтва Польської академії наук, який сам створив у 1947 році до середини 1960-х, поки його не змусили піти у відставку. Знову зайняв цю посаду в 1969—1974 роках. У 1969 році був членом Комітету з нагород Міністерства культури і мистецтва .

### Виконувані функції
- керівник Інституту художньої пропаганди у 1935—1939 роках
- Президент Асоціації істориків мистецтв[7]
- член останньої перед війною ради Товариства охорони пам'яток[8]
- директор Державного інституту мистецтв

У сімдесятих роках Інститут мистецтв Польської академії наук прийняв майже сто томів архіву Юліуша Стажинського, зібраного з 1935 року.
Юліуш Стажинський спочиває на Повонзківському кладовищі у Варшаві (пл. 237-IV-11).

## Відзнаки
- Командирський хрест ордена Polonia Restituta (1969 рік)[10]
- Офіцерський хрест ордена Відродження Польщі (1954 рік)[10]
- Лицарський хрест ордена Відродження Польщі (1951 рік)[10]
- Данський орден Данеброга, 4-й клас (1936 рік)[10]
- Шведський орден Полярної зірки четвертого класу (1938 рік)[10]
- Румунський орден зірки Румунської Народної Республіки (1948 рік)
- Угорський орден За заслуги Угорської Народної Республіки (1950 рік)[10]

## Публікації (вибірка)
- Юліуш Стажинський: Люди та картини: від Девида до Пікассо, Варшава: Національний видавничий інститут, 1958.
- Юліуш Стажинський: Про живопис Пікассо, Варшава: Національний інститут мистецтв, 1956.
- Юліуш Стажинський: Про науково-критичну інтерпретацію художнього твору, Варшава: Державний інститут мистецтв, 1950.
- Юліуш Стажинський: Реалізм у польській мистецькій критиці XIX століття, Варшава: 1951
- Юліуш Стажинський: Про романтичний синтез мистецтв: Делакруа, Шопен, Бодлер, Варшава: Державний видавничий інститут, 1965.
- Юліуш Стажинський: Від Курбета до Пікассо, або Перспективи сучасного мистецтва, Варшава: Національний інститут мистецтв, 1955.
- Юліуш Стажинський: Les peintres polonais a la XXIX-e Бієнале, Варшава: Національний інститут мистецтв, 1958
- Юліуш Стажинський: П'ять століть польського живопису, Варшава: Національний видавничий інститут, 1952 р.
- Юліуш Стажинський: Проблеми сучасного живопису у світлі ІІ Національної виставки образотворчих мистецтв, Варшава 1952
- Юліуш Стажинський: Delacroix et Chopin, Варшава: Польське наукове видавництво, 1963.
- Юліуш Стажинський: Fünf Jahrhunderte polnischer Malerei. 3, erweiterte und neu gestaltete Ausgabe, Варшава: Національний видавничий інститут, 1953.
- Юліуш Стажинський: Імпресіонізм та питання стилю в сучасному мистецтві, Варшава: Видавництво Інституту художньої пропаганди, 1937 р. (Варшава: М. Аркт).
- Юліуш Стажинський: Як дивитися на витвір мистецтва, Варшава: Центральний інститут культури, 1948.
- Юліуш Стажинський: Ян Матейко, Національний інститут мистецтв. Варшава: «Мистецтво», 1953
- Юліуш Стажинський: Ян Матейко, Варшава: Аркадій, 1973.
- Юліуш Стажинський: Трансформації європейського живопису від романтизму до реалізму, Варшава: Польська академія наук. Розділ «Історія мистецтв», 1955.
- Юліуш Стажинський: Буржуазний реалізм та соціалістичний реалізм стосовно сучасного становища польського живопису, Варшава: Державний інститут мистецтв, 1950.
- Юліуш Стажинський: Романтизм і народження сучасності: Стендаль, Делакруа, Бодлер, Варшава: Державний видавничий інститут, 1972 р.
- Юліуш Стажинський: Розвиток науки про мистецтво в Народній Польщі в 1944—1954 рр., Варшава: Національний інститут мистецтв, 1955
- Юліуш Стажинський: Мистецтво у світлі історії: дослідження з методології історії мистецтв, Варшава: Національний видавничий інститут, 1951.
- Юліуш Стажинський: Слідами прогресивної польської думки, Варшава: 1952
- Юліуш Стажинський: Ван Гог — людина та художник, Варшава: Національний інститут мистецтв, 1954.
- Юліуш Стажинський: Віланув: історія будівництва палацу за часів Яна III, Варшава: Польське наукове видавництво, 1976
- Сучасна італійська графіка: відбір з 3-ї бієнале у Венеції: Варшава, жовтень 1959 р. / Асоціація польських художників, Центральне бюро художніх виставок; [передмова Й. Старжиньського]. Варшава: Асоціація польських художників, 1959.
- Польська армія в сучасному мистецтві / [текст Юліуша Старжиньського]; Основна політична рада польської армії та музей польської армії. Варшава: Видавництво «Рух», 1968.
- Мексиканська виставка графіки «Taller de Gráfica Popular» (Майстерня народної графіки) / [передмова Й. Старжиньського, Н. Фрида]. Варшава: Центральний офіс художніх виставок, 1950.
- Виставка польського бойового живопису: VI—IX 1939 р. / Ін-т художньої пропаганди; [передмова Юліуша Старжиньського]. Варшава: IPS, 1939
- Юліуш Стажинський: З історії теорії мистецтва епохи Відродження, Варшава: 1951
- До питань польського мистецтва в 1918—1939 роках: збірник досліджень під редакцією Юліуш Стажинський. Вроцлав: Національний інститут ім Оссолінський — Видавець ПАН, 1963 рік.
- Юліуш Стажинський: Завдання художньої критики та науки про мистецтво, Варшава: Національний інститут мистецтв, 1953.
- З досліджень генезису сучасного мистецтва в Польщі,: навчальний набір / під редакцією Юліуш Стажинський Вроцлав [і т. д.]: Національний інститут ім Оссоліньських. Видавництво ПАН, 1966.